# Hok (miejscowość)
Hok – miejscowość (tätort) w Szwecji, w regionie administracyjnym (län) Jönköping, w gminie Vaggeryd.
Według danych Szwedzkiego Urzędu Statystycznego liczba ludności wyniosła: 658 (31 grudnia 2015), 668 (31 grudnia 2018) i 671 (31 grudnia 2019).